# Bugulina angustiloba
Bugulina angustiloba is een mosdiertjessoort uit de familie van de Bugulidae. De wetenschappelijke naam van de soort is, als Flustra angustiloba, voor het eerst geldig gepubliceerd in 1816 door Lamarck.